# Consistório Ordinário Público de 1969
Em 28 de abril de 1969, durante seu terceiro consistório, o Papa Paulo VI criou 34 novos cardeais. Os novos purpurados foram:

## Cardeais Eleitores
| Nº         | País               | Nome                              | Idade    | Cargo                                                                      | Título ou Diaconia                                                          |
| Cardeais   | Cardeais           | Cardeais                          | Cardeais | Cardeais                                                                   | Cardeais                                                                    |
| ---------- | ------------------ | --------------------------------- | -------- | -------------------------------------------------------------------------- | --------------------------------------------------------------------------- |
| 1          | China              | Paul Yü Pin                       | 68       | arcebispo de Nanquim                                                       | Cardeal-presbítero de Jesus Divino Trabalhador                              |
| 2          | Brasil             | Alfredo Vicente Scherer           | 66       | arcebispo de Porto Alegre                                                  | Cardeal-presbítero de Nossa Senhora da Salette                              |
| 3          | Filipinas          | Julio Rosales y Ras               | 62       | arcebispo de Cebu                                                          | Cardeal-presbítero de Sagrado Coração de Jesus agonizante em Vitinia        |
| 4          | Reino Unido        | Gordon Joseph Gray                | 58       | arcebispo de Saint Andrews ed Edimburgo                                    | Cardeal-presbítero de Santa Clara em Vigna Clara                            |
| 5          | Nova Zelândia      | Peter Thomas McKeefry             | 69       | arcebispo de Wellington                                                    | Cardeal-presbítero de Imaculada em Tiburtino                                |
| 6          | México             | Miguel Darío Miranda y Gómez      | 73       | arcebispo de Cidade do México                                              | Cardeal-presbítero de Nossa Senhora de Guadalupe no Monte Mario             |
| 7          | Índia              | Joseph Parecattil                 | 57       | arcebispo de Ernakulam                                                     | Cardeal-presbítero de Santa Maria "Rainha da Paz" no Monte Verde            |
| 8          | Estados Unidos     | John Francis Dearden              | 61       | arcebispo de Detroit                                                       | Cardeal-presbítero de São Pio X na Balduina                                 |
| 9          | França             | François Marty                    | 64       | arcebispo de Paris                                                         | Cardeal-presbítero de São Luís dos Franceses                                |
| 10         | Madagáscar         | Jérôme Louis Rakotomalala, O.M.I. | 55       | arcebispo de Antananarivo                                                  | Cardeal-presbítero de Santa Maria Consoladora em Tiburtino                  |
| 11         | Canadá             | George Bernard Flahiff, C.S.B.    | 63       | arcebispo de Winnipeg                                                      | Cardeal-presbítero de Nossa Senhora da Saúde em Primavalle                  |
| 12         | França             | Paul Joseph Marie Gouyon          | 58       | arcebispo de Rennes                                                        | Cardeal-presbítero de Natividade de Nosso Senhor Jesus Cristo na Via Gallia |
| 13         | Guatemala          | Mario Casariego y Acevedo, C.R.S. | 60       | arcebispo de Guatemala                                                     | Cardeal-presbítero de Santa Maria em Aquiro                                 |
| 14         | Espanha            | Vicente Enrique y Tarancón        | 61       | arcebispo de Toledo                                                        | Cardeal-presbítero de São João Crisóstomo no Monte Sacro Alto               |
| 15         | Zaire              | Joseph-Albert Malula              | 51       | arcebispo de Kinshasa                                                      | Cardeal-presbítero de Santos Protomártires na Via Aurelia Antica            |
| 16         | Equador            | Pablo Muñoz Vega, S.J.            | 65       | arcebispo de Quito                                                         | Cardeal-presbítero de São Roberto Belarmino                                 |
| 17         | Itália             | Antonio Poma                      | 58       | arcebispo de Bolonha                                                       | Cardeal-presbítero de São Lucas na Via Prenestina                           |
| 18         | Estados Unidos     | John Joseph Carberry              | 64       | arcebispo de Saint Louis                                                   | Cardeal-presbítero de São João Batista de Rossi                             |
| 19         | Estados Unidos     | Terence James Cooke               | 48       | arcebispo de New York                                                      | Cardeal-presbítero de São João e São Paulo                                  |
| 20         | Coreia do Sul      | Stephen Kim Sou-hwan              | 46       | arcebispo de Seul                                                          | Cardeal-presbítero de São Félix de Cantalice a Centocelle                   |
| 21         | Espanha            | Arturo Tabera Araoz, C.M.F.       | 65       | arcebispo de Pamplona                                                      | Cardeal-presbítero de São Pedro em Montorio                                 |
| 22         | Brasil             | Eugênio de Araújo Sales           | 48       | arcebispo de São Salvador da Bahia                                         | Cardeal-presbítero de São Gregório VII                                      |
| 23         | Alemanha Ocidental | Joseph Höffner                    | 62       | arcebispo de Colônia                                                       | Cardeal-presbítero de Santo André do Vale                                   |
| 24         | Estados Unidos     | John Joseph Wright                | 59       | bispo de Pittsburgh                                                        | Cardeal-presbítero de São Jesus Divino Mestre na Pineta Sacchetti           |
| 25         | Itália             | Paolo Bertoli                     | 61       | núncio na França                                                           | Cardeal-diácono de São Jerônimo da Caridade                                 |
| 26         | Itália             | Sebastiano Baggio                 | 55       | Núncio Apostólico no Brasil                                                | Cardeal-diácono de Santos Anjos da Guarda na Città Giardino                 |
| 27         | Itália             | Silvio Oddi                       | 58       | núncio na Bélgica e Luxemburgo                                             | Cardeal-diácono de Santa Ágata dos Góticos                                  |
| 28         | Itália             | Giuseppe Paupini                  | 62       | núncio na Colômbia                                                         | Cardeal-diácono de Todos os Santos na Via Appia Nuova                       |
| 29         | Itália             | Giacomo Violardo                  | 70       | secretário da Congregação para o Culto Divino e Disciplina dos Sacramentos | Cardeal-diácono de Santo Eustáquio                                          |
| 30         | Países Baixos      | Johannes Willebrands              | 59       | secretário do Secretariado para a Unidade dos Cristãos                     | Cardeal-diácono de Santos Cosme e Damião                                    |
| 31         | Itália             | Mario Nasalli Rocca di Corneliano | 65       | prefeito do Palácio Apostólico                                             | Cardeal-diácono de São João Batista Decapitado                              |
| 32         | Itália             | Sergio Guerri                     | 63       | pró-presidente da Pontifícia Comissão para o Estado da Cidade do Vaticano  | Cardeal-diácono de Santíssimo Nome de Maria no Foro Traiano                 |
| 33         | França             | Jean Daniélou, S.J.               | 63       | Presbítero da Companhia de Jesus                                           | Cardeal-diácono de São Saba                                                 |
| In Pectore |                    |                                   |          |                                                                            |                                                                             |
| 34         | Tchecoslováquia    | Štěpán Trochta, S.D.B.            | 64       | bispo de Litoměřice                                                        | Revelado no Consistório Ordinário Público de 1973                           |
| 35         | Romênia            | Iuliu Hossu                       | 84       | bispo de Cluj-Gherla da Igreja Greco-Católica Romena unida com Roma.       | Revelado no Consistório Ordinário Público de 1973                           |

## Link Externo
- «Catholic Hierarchy» (em inglês)